# منتخب قبرص لكرة الطائرة للسيدات
منتخب قبرص لكرة الطائرة للسيدات هو ممثل قبرص الرسمي في المنافسات الدولية في كرة طائرة للسيدات
.